# Journal of Thoracic Oncology
Journal of Thoracic Oncology is een internationaal, aan collegiale toetsing onderworpen wetenschappelijk tijdschrift op het gebied van de oncologie. De naam wordt in literatuurverwijzingen meestal afgekort tot J. Thorac. Oncol. Het wordt uitgegeven door Lippincott, Williams & Wilkins namens de International Association for the Study of Lung Cancer en verschijnt maandelijks.